# Koreshige Inuzuka
Koreshige Inuzuka (犬塚惟重, Inuzuka Koreshige) (11 juillet 1890 - 19 février 1965) est un capitaine de la marine impériale japonaise qui fut le chef du bureau consultatif des affaires juives de la marine de mars 1939 à avril 1942. Contrairement à son homologue de l'armée impériale japonaise, le colonel Norihiro Yasue, il tient une idéologie antisémite, croyant fermement dans Les Protocoles des Sages de Sion, mais ces idées l'amènent à penser qu'en installant des Juifs dans les territoires occupés par les Japonais en Asie, cela serait du meilleur intérêt pour l'empire du Japon.

## Biographie
Né à Tokyo, Inuzuka est le fils aîné d'un ancien samouraï du domaine de Saga. Sa résidence officielle se trouve d'ailleurs dans la préfecture de Saga. Scolarisé dans un collège affilié à l'université Waseda, il fait son service militaire et sort diplômé de la 39e promotion de l'académie navale impériale du Japon en 1912. Il étudie ensuite à l'école navale impériale du Japon et sert sur divers navires, comme le Hizen, les croiseurs Kasuga, Yakumo, Kitakami, Kiso, et Nisshin.

### Première Guerre mondiale
Durant la Première Guerre mondiale, Inuzuka est stationné en Méditerranée avec la force expéditionnaire japonaise envoyée à Malte comme contribution du Japon à l'effort de guerre allié dans le cadre de l'alliance anglo-japonaise. Après la guerre, il est stationné au large de Vladivostok durant l'intervention en Sibérie pour aider les Russes blancs contre l'Armée rouge bolchévik. C'est là qu'il découvre et lit Les Protocoles des Sages de Sion, un document fortement antisémite détaillant une conspiration juive mondiale. L'ouvrage est distribué en grand nombre par le général Grigori Semenov, chef des forces blanches.
En 1922, de retour au Japon, Inuzuka commence à réunir un cercle d'officiers sympathisants qui croient en les Protocoles. Ce groupe s'auto-proclame les « experts juifs » et s'agrandit progressivement, tout en devenant plus radical, au fil des années. Il publie plusieurs documents détaillant les visées de la conspiration juive, comme une liste de Juifs connus, et une traduction japonaise des Protocoles faite par Yasue. Après avoir servi comme attaché militaire en France, Inuzuka sert sur le cuirassé Fuji et le croiseur Kuma.

### En tant qu'«expert juif»
Avec l'imminence d'une guerre avec la Chine dans les années 1930, Inuzuka en vient à soutenir la « faction de Mandchourie », un groupe d'officiers pensant que le contrôle de la Mandchourie est crucial pour la survie du Japon. Inuzuka est stationné à Shanghai en novembre 1934 et commence à avoir l'idée d'inciter les Juifs à s'installer au Mandchoukouo et d'aider à construire les infrastructures. Non seulement ils apporteraient des connaissances créatives en ingénierie et en énergie, mais les Juifs du Mandchoukouo contribueraient également à la cause du Japon aux États-Unis et dans les autres pays occidentaux. Inuzuka pense que gagner la faveur du peuple juif est crucial car les Juifs, selon lui, contrôlent les marchés mondiaux.
La « conférence des cinq ministres » de 1938 donne le feu vert à Inuzuka et ses collègues pour commencer l'installation de Juifs à Shanghai.
En 1939, Inuzuka, Norihiro Yasue et Shiro Ishiguro du ministère des Affaires étrangères, recommandent que le Japon mette en place une région autonome juive près de Shanghai, fournissant un endroit sûr aux réfugiés juifs fuyant l'Allemagne nazie pour s'installer, et leur garantissant une autonomie politique et économique pour vivre comme ils le désirent. Dans son rapport à ses supérieur cette année-là, Inuzuka compare les Juifs aux poissons toxiques fugu. Ainsi, les plans d'Inuzuka pour faire venir les Juifs sont appelés le « plan Fugu ».
Inuzuka, parlant couramment l'anglais, le russe, et le français, visite de nombreuses écoles et synagogues pour discuter des problèmes des Juifs et rechercher du soutien des communautés et organisations juives. Il aide à fonder la compagnie commerciale du Pacifique, une société nippo-juive, et rencontre beaucoup de personnalités importantes juives en Asie orientale, autant dans les domaines religieux que financiers.
Au cours des années suivantes, Inuzuka est au centre des opérations de presque tous les aspects du plan Fugu. Avec Yasue et une poignée d'autres, il coordonne tout, du choix des sites d'installation jusqu'au transport des Juifs, aux discussions avec les chefs des communautés juives pour gagner leur soutien économique et moral, et travaille avec le maximum de moyens que lui accordent le gouvernement et l'armée japonaises. En 1942, cependant, le plan tombe en morceaux. L'aide japonaise aux Juifs n'est pas tolérée par l'allié du Japon, l'Allemagne nazie, et les tentatives japonaises de faire passer des Juifs par l'Union soviétique sont bloquées quand le pays devient l'ennemi de l'Allemagne et du Japon.
En 1941, l'aide d'Inuzuka à secourir des réfugiés juifs de l'Europe nazie est reconnue et lui vaut un étui à cigarettes en argent de l'union des Rabbins orthodoxes (en) des États-Unis. L'intérieur de l'étui porte une inscription remerciant Inuzuka pour ses services envers le peuple juif. Il est transféré par la marine aux Philippines en 1943 et après la guerre, l'étui à cigarette le sauve d'un procès pour crimes de guerre. L'étui est plus tard offert au mémorial de Yad Vashem à Jérusalem.
Inuzuka établi l'association nippo-israélienne (日本イスラエル教会, Nihon Isuraeru Kyoukai) en 1952 qui est composée principalement d'anciens militaires. Il est président de l'association jusqu'à sa mort en 1965.

## Croyances et idéologie
Les Protocoles, en réalité une fabrication tsariste antisémite, parle d'une conspiration juive mondiale et de l'incroyable puissance économique et politique du peuple juif. Ainsi, même s'il les pense dangereux, Inuzuka croit que convaincre le peuple juif à la cause du Japon apportera à l'empire de grands bénéfices économiques. Sous le nom de plume d'Utsunomiya Kiyo, il publie un livre en 1939 sur l'histoire juive vis-à-vis du Japon, et décrit sa croyance que, puisque la Palestine est fermée aux migrants juifs par les Britanniques et les Arabes, les Juifs cherchent à retourner à leur héritage oriental quelque part ailleurs.
Il contribue aussi anonymement au mensuel Kokusai Himitsu Ryoku no Kenkyu (国際秘密力の研究, « Études dans la conspiration mondiale ») fondé par le ministère des Affaires étrangères et l'ambassade allemande.